# ユニバンス
株式会社ユニバンスは、静岡県湖西市に本社を置く自動車部品メーカーである。

## 沿革
- 1937年5月 - 名古屋市に富士鉄工所を創業[2]。
- 1947年3月 - 有限会社富士鉄工所設立[2]。
- 1955年9月 - 株式会社富士鉄工所改組[2]。
- 1963年8月 - 東京証券取引所2部に上場[2]。
- 1986年 - アイエス精機株式会社に社名変更。
- 1991年10月 - 株式会社フジユニバンスに社名変更[2]。
- 2005年10月 - アイエス精機株式会社と合併し、現社名に変更[2]。

## 所在地
- 本社、本社工場 - 静岡県湖西市[3]
- 浜松工場 - 静岡県浜松市中央区[3]
- 湖西工場 - 静岡県湖西市[3]

## 関連会社
- 株式会社遠州クロム[2]
- 株式会社ウエストレイク[2]
- 富士協同運輸株式会社[2]
- UNIVANCE INC. （アメリカ）[2]
- PT.UNIVANCE INDONESIA（インドネシア）[2]
- UNIVANCE (Thailand) Co.,Ltd.（タイ）[2]
- 株式会社富士部品製作所[2]